# Ielena Vesninà
Ielena Serguéievna Vesninà (en rus: Елена Сергеевна Веснина; Lviv, 1 d'agost de 1986) és una tennista professional de Rússia.
Vesninà ha guanyat tres títols individuals de la WTA però ha destacat més en categoria de dobles femenins amb dinou títols, tres de categoria Grand Slam junt a Iekaterina Makàrova. Això li va permetre encapçalar el rànquing de dobles durant cinc setmanes. A més, també ha guanyat un títol de Grand Slam en dobles mixts i dues medalles olímpiques, una medalla d'or en dobles femenins als Jocs Olímpics de Rio de Janeiro (2016) i una d'argent en dobles mixts als Jocs Olímpics de Tòquio (2021). Ha format part habitualment de l'equip rus de la Fed Cup, guanyant dos títols en les edicions consecutives de 2007 i 2008.

## Biografia
Filla d'Irina i Serguei, té un germà més petit anomenat Dmitri. Va començar a jugar a tennis amb set anys a l'escola esportiva de Sotxi.
Es va casar amb l'empresari rus Pavel Tabuntsov el novembre de 2015, i van tenir una filla anomenada Elizaveta (2018).

## Torneigs de Grand Slam

### Dobles femenins: 11 (3−8)
| Resultat   | Núm. | Any  | Torneig           | Parella              | Oponents                                       | Marcador         |
| ---------- | ---- | ---- | ----------------- | -------------------- | ---------------------------------------------- | ---------------- |
| Finalista  | 1.   | 2009 | Roland Garros     | Viktória Azàrenka    | Anabel Medina Garrigues Virginia Ruano Pascual | 1−6, 1−6         |
| Finalista  | 2.   | 2010 | Wimbledon         | Vera Zvonariova      | Vania King Iaroslava Xvédova                   | 6−7(6), 2−6      |
| Finalista  | 3.   | 2011 | Roland Garros (2) | Sania Mirza          | Andrea Hlaváčková Lucie Hradecká               | 3−6, 4−6         |
| Guanyadora | 1.   | 2013 | Roland Garros     | Iekaterina Makàrova  | Sara Errani Roberta Vinci                      | 7−5, 6−2         |
| Finalista  | 4.   | 2014 | Open d'Austràlia  | Iekaterina Makàrova  | Sara Errani Roberta Vinci                      | 4−6, 6−3, 5−7    |
| Guanyadora | 2.   | 2014 | US Open           | Iekaterina Makàrova  | Martina Hingis Flavia Pennetta                 | 2−6, 6−3, 6−2    |
| Finalista  | 5.   | 2015 | Wimbledon (2)     | Iekaterina Makàrova  | Martina Hingis Sania Mirza                     | 7−5, 6−7(4), 5−7 |
| Finalista  | 6.   | 2016 | Roland Garros (3) | Iekaterina Makàrova  | Caroline Garcia Kristina Mladenovic            | 3−6, 6−2, 4−6    |
| Guanyadora | 3.   | 2017 | Wimbledon         | Iekaterina Makàrova  | Monica Niculescu Chan Hao-ching                | 6−0, 6−0         |
| Finalista  | 7.   | 2018 | Open d'Austràlia  | Iekaterina Makàrova  | Tímea Babos Kristina Mladenovic                | 4−6, 3−6         |
| Finalista  | 8.   | 2021 | Wimbledon (3)     | Veronika Kudermétova | Hsieh Su-wei Elise Mertens                     | 6−3, 5−7, 7−9    |

### Dobles mixts: 5 (1−4)
| Resultat   | Núm. | Any  | Torneig          | Parella         | Oponents                          | Marcador         |
| ---------- | ---- | ---- | ---------------- | --------------- | --------------------------------- | ---------------- |
| Finalista  | 1.   | 2011 | Wimbledon        | Mahesh Bhupathi | Iveta Benešová Jürgen Melzer      | 6−3, 6−2         |
| Finalista  | 2.   | 2012 | Open d'Austràlia | Leander Paes    | Bethanie Mattek-Sands Horia Tecău | 3−6, 7−5, [3−10] |
| Finalista  | 3.   | 2012 | Wimbledon (2)    | Leander Paes    | Lisa Raymond Mike Bryan           | 3−6, 7−5, 4−6    |
| Guanyadora | 1.   | 2016 | Open d'Austràlia | Bruno Soares    | Coco Vandeweghe Horia Tecău       | 6−4, 4−6, [10−5] |
| Finalista  | 4.   | 2021 | Roland Garros    | Aslan Karatsev  | Desirae Krawczyk Joe Salisbury    | 6−2, 4−6, [5−10] |

## Jocs Olímpics

### Dobles femenins
| Any  | Campionat                             | Parella             | Oponents                        | Resultat |
| ---- | ------------------------------------- | ------------------- | ------------------------------- | -------- |
| 2016 | Jocs Olímpics, Rio de Janeiro, Brasil | Iekaterina Makàrova | Timea Bacsinszky Martina Hingis | 6−4, 6−4 |

### Dobles mixts
| Any  | Campionat                   | Parella        | Oponents                                 | Resultat             |
| ---- | --------------------------- | -------------- | ---------------------------------------- | -------------------- |
| 2020 | Jocs Olímpics, Tòquio, Japó | Aslan Karatsev | Anastassia Pavliutxénkova Andrei Rubliov | 3−6, 7−6(5), [11−13] |

## Palmarès

### Individual: 10 (3−7)
| Llegenda                                  |
| ----------------------------------------- |
| Grand Slam (0−0)                          |
| WTA Tour Championships / WTA Finals (0−0) |
| Premier Mandatory (1−0)                   |
| Premier 5 (0−0)                           |
| Premier (1−3)                             |
| International (1−4)                       |

| Títols per superfície |
| --------------------- |
| Dura (2−4)            |
| Gespa (1−0)           |
| Terra batuda (0−3)    |

| Resultat   | Núm. | Data                   | Torneig                    | Superfície   | Oponent                   | Marcador         |
| ---------- | ---- | ---------------------- | -------------------------- | ------------ | ------------------------- | ---------------- |
| Finalista  | 1.   | 10 de gener de 2009    | Auckland, Nova Zelanda     | Dura         | Ielena Deméntieva         | 4−6, 1−6         |
| Finalista  | 2.   | 29 d'agost de 2009     | New Haven, Estats Units    | Dura         | Caroline Wozniacki        | 2−6, 4−6         |
| Finalista  | 3.   | 31 de juliol de 2010   | Istanbul, Turquia          | Dura         | Anastassia Pavliutxénkova | 7−5, 5−7, 4−6    |
| Finalista  | 4.   | 25 de setembre de 2010 | Taixkent, Uzbekistan       | Dura         | Al·la Kudriàvtseva        | 4−6, 4−6         |
| Finalista  | 5.   | 10 d'abril de 2011     | Charleston, Estats Units   | Terra batuda | Caroline Wozniacki        | 2−6, 3−6         |
| Finalista  | 6.   | 5 de maig de 2012      | Budapest, Hongria          | Terra batuda | Sara Errani               | 5−7, 4−6         |
| Guanyadora | 1.   | 12 de gener de 2013    | Hobart, Austràlia          | Dura         | Mona Barthel              | 6−3, 6−4         |
| Guanyadora | 2.   | 22 de juny de 2013     | Eastbourne, Regne Unit     | Gespa        | Jamie Hampton             | 2−6, 1−6         |
| Finalista  | 7.   | 10 d'abril de 2016     | Charleston (2)             | Terra batuda | Sloane Stephens           | 6−7(4), 2−6      |
| Guanyadora | 3.   | 19 de març de 2017     | Indian Wells, Estats Units | Dura         | Svetlana Kuznetsova       | 6−7(6), 7−5, 6−4 |

### Dobles femenins: 45 (19−26)
| Abans de 2009                | Després de 2009         |
| ---------------------------- | ----------------------- |
| Grand Slam (3−8)             |                         |
| Jocs Olímpics Or (1)         |                         |
| WTA Tour Championships (1−1) |                         |
| Tier I (1−0)                 | Premier Mandatory (4−6) |
| Tier II (0−5)                | Premier 5 (3−3)         |
| Tier III (1−1)               | Premier (3−2)           |
| Tier IV i V (1−0)            | International (1−0)     |

| Títols per superfície |
| --------------------- |
| Dura (15−13)          |
| Gespa (1−3)           |
| Terra batuda (3−9)    |
| Moqueta (0−1)         |

| Resultat   | Núm. | Data                   | Torneig                                   | Superfície   | Parella              | Oponents en la final                       | Marcador            |
| ---------- | ---- | ---------------------- | ----------------------------------------- | ------------ | -------------------- | ------------------------------------------ | ------------------- |
| Guanyadora | 1.   | 6 de novembre de 2005  | Quebec, Canadà                            | Dura (i)     | Anastassia Rodiónova | Līga Dekmeijere Ashley Harkleroad          | 6−7(4), 6−4, 6−2    |
| Finalista  | 1.   | 19 de febrer de 2006   | Bangalore, Índia                          | Dura         | Anastassia Rodiónova | Sania Mirza Liezel Huber                   | 3−6, 3−6            |
| Finalista  | 2.   | 24 de setembre de 2006 | Pequín, Xina                              | Dura         | Anna Txakvetadze     | Virginia Ruano Pascual Paola Suárez        | 2−6, 4−6            |
| Guanyadora | 2.   | 13 de gener de 2007    | Hobart, Austràlia                         | Dura         | Elena Likhovtseva    | A. Medina Garrigues Virginia Ruano Pascual | 2−6, 6−1, 6−2       |
| Finalista  | 3.   | 18 de febrer de 2007   | Anvers, Bèlgica                           | Moqueta      | Elena Likhovtseva    | Cara Black Liezel Huber                    | 5−7, 6−4, 1−6       |
| Finalista  | 4.   | 6 de maig de 2007      | Varsòvia, Polònia                         | Terra batuda | Elena Likhovtseva    | Vera Duixévina Tatiana Perebiynis          | 5−7, 6−3, [2−10]    |
| Guanyadora | 3.   | 22 de març de 2008     | Indian Wells, Estats Units                | Dura         | Dinara Safina        | Yan Zi Zheng Jie                           | 6−1, 1−6, [10−8]    |
| Finalista  | 5.   | 13 d'abril de 2008     | Amelia Island, Estats Units               | Terra batuda | Viktória Azàrenka    | Bethanie Mattek Vladimíra Uhlířová         | 3−6, 1−6            |
| Finalista  | 6.   | 20 de juliol de 2008   | Stanford, Estats Units                    | Dura         | Vera Zvonariova      | Cara Black Liezel Huber                    | 4−6, 3−6            |
| Finalista  | 7.   | 24 de maig de 2009     | Roland Garros, França                     | Terra batuda | Viktória Azàrenka    | A. Medina Garrigues Virginia Ruano Pascual | 1−6, 1−6            |
| Finalista  | 8.   | 5 de juliol de 2010    | Wimbledon, Regne Unit                     | Gespa        | Vera Zvonariova      | Vania King Iaroslava Xvédova               | 6−7(6), 2−6         |
| Guanyadora | 4.   | 19 de març de 2011     | Indian Wells (2)                          | Dura         | Sania Mirza          | Bethanie Mattek-Sands Meghann Shaughnessy  | 6−0, 7−5            |
| Guanyadora | 5.   | 10 d'abril de 2011     | Charleston, Estats Units                  | Terra batuda | Sania Mirza          | Bethanie Mattek-Sands Meghann Shaughnessy  | 6−4, 6−4            |
| Finalista  | 9.   | 4 de juny de 2011      | Roland Garros (2)                         | Terra batuda | Sania Mirza          | Andrea Hlaváčková Lucie Hradecká           | 3−6, 4−6            |
| Guanyadora | 6.   | 16 d'octubre de 2011   | Linz, Àustria                             | Dura (i)     | Marina Erakovic      | Julia Görges Anna-Lena Grönefeld           | 7−5, 6−1            |
| Finalista  | 10.  | 25 de febrer de 2012   | Dubai, Emirats Àrabs Units                | Dura         | Sania Mirza          | Liezel Huber Lisa Raymond                  | 2−6, 1−6            |
| Finalista  | 11.  | 17 de març de 2012     | Indian Wells                              | Dura         | Sania Mirza          | Liezel Huber Lisa Raymond                  | 2−6, 3−6            |
| Finalista  | 12.  | 13 de maig de 2012     | Madrid, Espanya                           | Terra batuda | Iekaterina Makàrova  | Sara Errani Roberta Vinci                  | 1−6, 6−3, [4−10]    |
| Finalista  | 13.  | 20 de maig de 2012     | Roma, Itàlia                              | Terra batuda | Iekaterina Makàrova  | Sara Errani Roberta Vinci                  | 2−6, 5−7            |
| Guanyadora | 7.   | 6 d'octubre de 2012    | Pequín                                    | Dura         | Iekaterina Makàrova  | Núria Llagostera Vives Sania Mirza         | 7−5, 7−5            |
| Guanyadora | 8.   | 21 d'octubre de 2012   | Moscou, Rússia                            | Dura (i)     | Iekaterina Makàrova  | Maria Kirilenko Nàdia Petrova              | 6−3, 1−6, [10−8]    |
| Guanyadora | 9.   | 16 de març de 2013     | Indian Wells (3)                          | Dura         | Iekaterina Makàrova  | Nàdia Petrova Katarina Srebotnik           | 6−0, 5−7, [10−6]    |
| Guanyadora | 10.  | 9 de juny de 2013      | Roland Garros                             | Terra batuda | Iekaterina Makàrova  | Sara Errani Roberta Vinci                  | 7−5, 6−2            |
| Finalista  | 14.  | 27 d'octubre de 2013   | WTA Tour Championships, Istanbul, Turquia | Dura (i)     | Iekaterina Makàrova  | Hsieh Su-wei Peng Shuai                    | 4−6, 5−7            |
| Finalista  | 15.  | 26 de gener de 2014    | Open d'Austràlia, Austràlia               | Dura         | Iekaterina Makàrova  | Sara Errani Roberta Vinci                  | 4−6, 6−3, 5−7       |
| Finalista  | 16.  | 30 de març de 2014     | Miami, Estats Units                       | Dura         | Iekaterina Makàrova  | Martina Hingis Sabine Lisicki              | 6−4, 4−6, [5−10]    |
| Guanyadora | 11.  | 8 de setembre de 2014  | US Open, Estats Units                     | Dura         | Iekaterina Makàrova  | Martina Hingis Flavia Pennetta             | 2−6, 6−3, 6−2       |
| Finalista  | 17.  | 22 de març de 2015     | Indian Wells (2)                          | Dura         | Iekaterina Makàrova  | Martina Hingis Sania Mirza                 | 3−6, 4−6            |
| Finalista  | 18.  | 5 d'abril de 2015      | Miami (2)                                 | Dura         | Iekaterina Makàrova  | Martina Hingis Sania Mirza                 | 5−7, 1−6            |
| Finalista  | 19.  | 12 de juliol de 2015   | Wimbledon (2)                             | Gespa        | Iekaterina Makàrova  | Martina Hingis Sania Mirza                 | 7−5, 6−7(4), 5−7    |
| Guanyadora | 12.  | 25 d'octubre de 2015   | Moscou (2)                                | Dura (i)     | Dària Kassàtkina     | Irina-Camelia Begu Monica Niculescu        | 6−3, 6−7(7), [10−5] |
| Finalista  | 20.  | 15 de maig de 2016     | Roma (2)                                  | Terra batuda | Iekaterina Makàrova  | Martina Hingis Sania Mirza                 | 1−6, 7−6(5), [3−10] |
| Finalista  | 21.  | 5 de juny de 2016      | Roland Garros (3)                         | Terra batuda | Iekaterina Makàrova  | Caroline Garcia Kristina Mladenovic        | 3−6, 6−2, 4−6       |
| Guanyadora | 13.  | 31 de juliol de 2016   | Mont-real, Canadà                         | Dura         | Iekaterina Makàrova  | Simona Halep Monica Niculescu              | 6−3, 7−6(5)         |
| Guanyadora | 14.  | 14 d'agost de 2016     | Jocs Olímpics, Rio de Janeiro, Brasil     | Dura         | Iekaterina Makàrova  | Timea Bacsinszky Martina Hingis            | 6−4, 6−4            |
| Guanyadora | 15.  | 30 d'octubre de 2016   | WTA Finals, Singapur                      | Dura (i)     | Iekaterina Makàrova  | Bethanie Mattek-Sands Lucie Safarova       | 7−6(5), 6−3         |
| Finalista  | 22.  | 8 de gener de 2017     | Brisbane, Austràlia                       | Dura         | Iekaterina Makàrova  | Bethanie Mattek-Sands Sania Mirza          | 2−6, 3−6            |
| Guanyadora | 16.  | 26 de febrer de 2017   | Dubai                                     | Dura         | Iekaterina Makàrova  | Andrea Hlaváčková Peng Shuai               | 6−2, 4−6, [10−7]    |
| Finalista  | 23.  | 21 de maig de 2017     | Roma (3)                                  | Terra batuda | Iekaterina Makàrova  | Chan Yung-jan Martina Hingis               | 5−7, 6−7(4)         |
| Guanyadora | 17.  | 16 de juliol de 2017   | Wimbledon                                 | Gespa        | Iekaterina Makàrova  | Chan Hao-ching Monica Niculescu            | 6−0, 6−0            |
| Guanyadora | 18.  | 13 d'agost de 2017     | Toronto (2)                               | Dura         | Iekaterina Makàrova  | Anna-Lena Grönefeld Květa Peschke          | 6−0, 6−4            |
| Finalista  | 24.  | 28 de gener de 2018    | Open d'Austràlia (2)                      | Dura         | Iekaterina Makàrova  | Tímea Babos Kristina Mladenovic            | 4−6, 3−6            |
| Finalista  | 25.  | 18 de març de 2018     | Indian Wells (3)                          | Dura         | Iekaterina Makàrova  | Hsieh Su-wei Barbora Strýcová              | 4−6, 4−6            |
| Guanyadora | 19.  | 13 de maig de 2018     | Madrid                                    | Terra batuda | Iekaterina Makàrova  | Tímea Babos Kristina Mladenovic            | 2−6, 6−4, [10−8]    |
| Finalista  | 26.  | 11 de juliol de 2021   | Wimbledon (3)                             | Gespa        | Veronika Kudermétova | Hsieh Su-wei Elise Mertens                 | 6−3, 5−7, 7−9       |

#### Períodes com a número 1
| Núm. | Predecessora | Dates                    | Successora  | Setmanes | Acumulat |
| ---- | ------------ | ------------------------ | ----------- | -------- | -------- |
| 1.   | Latisha Chan | 11/06/2018 − 15/07/2018A | Tímea Babos | 5        | 5        |

### Dobles mixts: 1 (0−1)
| Llegenda                 |
| ------------------------ |
| Grand Slam (0−0)         |
| Jocs Olímpics Argent (1) |
| WTA Finals (0−0)         |
| WTA 1000 (0−0)           |
| WTA 500 (0−0)            |
| WTA 250 (0−0)            |

| Títols per superfície |
| --------------------- |
| Dura (0−1)            |
| Gespa (0−0)           |
| Terra batuda (0−0)    |

| Resultat  | Núm. | Data              | Torneig                     | Superfície | Parella        | Oponents                         | Marcador             |
| --------- | ---- | ----------------- | --------------------------- | ---------- | -------------- | -------------------------------- | -------------------- |
| Finalista | 1.   | 1 d'agost de 2021 | Jocs Olímpics, Tòquio, Japó | Dura       | Aslan Karatsev | A. Pavliutxénkova Andrei Rubliov | 3−6, 7−6(5), [11−13] |

### Equips: 4 (2−2)
| Resultat   | Núm. | Data                      | Torneig                      | Superfície   | Equip                                                   | Oponents                                                                   | Marcador |
| ---------- | ---- | ------------------------- | ---------------------------- | ------------ | ------------------------------------------------------- | -------------------------------------------------------------------------- | -------- |
| Guanyadora | 1.   | 15−16 de setembre de 2007 | Fed Cup, Moscou, Rússia      | Dura (i)     | Svetlana Kuznetsova Nàdia Petrova Anna Txakvetadze      | Flavia Pennetta Mara Santangelo Francesca Schiavone Roberta Vinci          | 4−0      |
| Guanyadora | 2.   | 13−14 de setembre de 2008 | Fed Cup, Madrid, Espanya (2) | Terra batuda | Svetlana Kuznetsova Iekaterina Makàrova Vera Zvonariova | N. Llagostera Vives A. Medina Garrigues V. Ruano Pascual C. Suárez Navarro | 4−0      |
| Finalista  | 1.   | 5−6 de novembre de 2011   | Fed Cup, Moscou              | Dura (i)     | Maria Kirilenko Svetlana Kuznetsova A. Pavliutxénkova   | Lucie Hradecká Petra Kvitová Květa Peschke Lucie Šafářová                  | 2−3      |
| Finalista  | 2.   | 14−15 de novembre de 2015 | Fed Cup, Praga, Txèquia (2)  | Dura (i)     | Iekaterina Makàrova A. Pavliutxénkova Maria Xaràpova    | Petra Kvitová Karolína Plísková Lucie Šafářová Barbora Strýcová            | 2−3      |

## Trajectòria

### Individual
| Open d'Austràlia | A           | A           | 4R          | 2R          | 3R          | 1R          | 1R          | 1R          | 1R    | 4R          | 1R          | 1R          | Q1    | 3R          | 2R          | A           | A           | A  | 0 / 12    | 12 – 12   |
| Roland Garros | A           | A           | 1R          | 1R          | 1R          | 2R          | 1R          | 1R          | 1R    | 1R          | 2R          | 3R          | 2R    | 3R          | 1R          | A           | A           | 3R | 0 / 14    | 8 – 14    |
| Wimbledon | A           | A           | 2R          | 3R          | 2R          | 4R          | 1R          | 2R          | 2R    | 2R          | 2R          | 1R          | SF    | 2R          | A           | A           | NC          | 2R | 0 / 13    | 18 – 13   |
| US Open | A           | Q2          | 1R          | 1R          | 2R          | 3R          | 1R          | 1R          | 2R    | 2R          | 3R          | 2R          | 3R    | 3R          | A           | A           | A           | A  | 0 / 12    | 12 – 12   |
| Jocs Olímpics | A           | No celebrat | No celebrat | No celebrat | A           | No celebrat | No celebrat | No celebrat | A     | No celebrat | No celebrat | No celebrat | A     | No celebrat | No celebrat | No celebrat | No celebrat | 2R | 0 / 1     | 1 – 1     |
| WTA Elite Trophy | No celebrat | No celebrat | No celebrat | No celebrat | No celebrat | A           | A           | A           | A     | RR          | A           | A           | RR    | RR          | A           | A           | A           |    | 0 / 3     | 3 – 4     |
| Total Victòries−Derrotes | 0−1         | 6−6         | 20−24       | 20−22       | 12−20       | 31−20       | 22−22       | 18−21       | 14−17 | 30−20       | 17−17       | 11−17       | 28−17 | 26−26       | 8−11        | 0−0         | 0−0         |    | 266 – 265 | 266 – 265 |
| Rànquing a final d'any | 286         | 111         | 44          | 55          | 78          | 23          | 52          | 57          | 69    | 25          | 65          | 111         | 16    | 18          | 137         | –           | –           |    |           |           |
| Llegenda: G: Guanyadora; F: Finalista; SF: Semifinalista; QF: Quarts de final; Q: Qualificació; A: Absent; RR: Round Robin; |             |             |             |             |             |             |             |             |       |             |             |             |       |             |             |             |             |    |           |           |

### Dobles femenins
| Open d'Austràlia | A   | A           | 1R          | 1R          | 2R    | 3R          | 3R          | 2R          | SF    | SF          | F           | QF          | 3R    | QF          | F           | A           | A           | A  | 0 / 13    | 31 – 13   |
| Roland Garros | A   | A           | QF          | 1R          | 2R    | F           | 3R          | F           | QF    | G           | 2R          | SF          | F     | QF          | 1R          | A           | A           | 1R | 1 / 14    | 38 – 13   |
| Wimbledon | A   | A           | 1R          | 3R          | 2R    | 3R          | F           | SF          | QF    | 3R          | 3R          | F           | QF    | G           | A           | A           | NC          | F  | 1 / 13    | 38 – 11   |
| US Open | A   | A           | 3R          | 1R          | 2R    | QF          | QF          | 3R          | 3R    | QF          | G           | 2R          | SF    | 3R          | A           | A           | A           | A  | 1 / 12    | 29 – 10   |
| Jocs Olímpics | A   | No celebrat | No celebrat | No celebrat | QF    | No celebrat | No celebrat | No celebrat | QF    | No celebrat | No celebrat | No celebrat | G     | No celebrat | No celebrat | No celebrat | No celebrat | 4a | 1 / 4     | 11 – 4    |
| WTA Finals | A   | A           | A           | A           | A     | A           | A           | A           | A     | F           | QF          | A           | G     | SF          | A           | A           | A           |    | 1 / 4     | 5 – 3     |
| Total Victòries−Derrotes | 0−1 | 5−9         | 14−19       | 19−16       | 29−16 | 23−13       | 18−15       | 32−14       | 40−16 | 33−12       | 24−14       | 31−13       | 41−13 | 38−13       | 19−6        | 0−0         | 0−0         |    | 422 – 235 | 422 – 235 |
| Rànquing a final d'any | 201 | 126         | 46          | 45          | 18    | 22          | 23          | 10          | 9     | 5           | 7           | 8           | 6     | 3           | 16          | –           | –           |    |           |           |
| Llegenda: G: Guanyadora; F: Finalista; SF: Semifinalista; QF: Quarts de final; Q: Qualificació; A: Absent; RR: Round Robin; |     |             |             |             |       |             |             |             |       |             |             |             |       |             |             |             |             |    |           |           |

### Dobles mixts
| Open d'Austràlia | A  | A  | 1R          | QF          | 1R          | F  | 2R          | 2R          | A           | G  | A           | A           | A           | A           | A | 1 / 7  | 13 – 6  |
| Roland Garros | 1R | 1R | 2R          | 2R          | 2R          | SF | 1R          | A           | 1R          | QF | A           | A           | A           | A           | F | 0 / 10 | 11 – 10 |
| Wimbledon | 2R | 1R | 3R          | 2R          | F           | F  | A           | A           | QF          | 2R | SF          | A           | A           | NC          | A | 0 / 8  | 14 – 8  |
| US Open | A  | 2R | A           | 2R          | SF          | QF | A           | A           | A           | A  | A           | A           | A           | A           | A | 0 / 3  | 7 – 3   |
| Jocs Olímpics | NC | A  | No celebrat | No celebrat | No celebrat | 1R | No celebrat | No celebrat | No celebrat | A  | No celebrat | No celebrat | No celebrat | No celebrat | F | 0 / 2  | 3 – 2   |
| Llegenda: G: Guanyadora; F: Finalista; SF: Semifinalista; QF: Quarts de final; Q: Qualificació; A: Absent; RR: Round Robin; |    |    |             |             |             |    |             |             |             |    |             |             |             |             |   |        |         |